# Hymenomima pristes
Hymenomima pristes är en fjärilsart som beskrevs av Louis Beethoven Prout 1933. Hymenomima pristes ingår i släktet Hymenomima och familjen mätare. Inga underarter finns listade i Catalogue of Life.